# The Sims
The Sims — однопользовательская видеоигра в жанре симулятора жизни, первая по счёту из серии The Sims, разработанная командой разработчиков Maxis под руководством геймдизайнера Уилла Райта и изданная компанией Electronic Arts. Игра вышла 4 февраля 2000 года для Microsoft Windows и 25 июля 2000 года для Mac OS X. Помимо этого, в 2003 году состоялся выпуск другой версии игры для PlayStation 2, Xbox и GameCube. В отличие от базовой игры, The Sims для консолей имеет полноценный 3D-движок.
Игрок управляет одним или несколькими персонажами — симами, заботится об их благополучии, развивает их навыки, укрепляет связи с другими персонажами, продвигает по карьерной лестнице и обустраивает их жилой дом. В игре отсутствует сюжетная линия, и теоретически в игру можно играть «вечно».
Разработка игры началась в 1997 году под руководством Уилла Райта. Он предпринял попытку разработки The Sims ещё в 1993 году. Однако встретил отпор со стороны других разработчиков Maxis, так как те были уверены, что будущая игра будет сразу обречена на провал, однако дизайнеру в конечном итоге удалось переубедить разработчиков. На создание игры был выделен малый бюджет, так как по ожиданиям компании EA Games, The Sims должна была стать незначительной игрой, чья целевая аудитория состояла бы из детей младшего и среднего школьного возраста и в лучшем случае разошлась бы тиражом не более, чем в 150 тысяч копий.
Однако вопреки ожиданиям, The Sims феноменально возглавила список самых продаваемых игр для ПК, удерживала его вплоть до конца 2001 года и несколько раз попадала в список игр-бестселлеров в 2002 году. Симулятор получил 4 премии в номинациях «лучшая игра 2000/2001 годов». The Sims положила начало одноимённой франшизе игр, которая продолжает выпускаться по сей день и по состоянию на 2010 год было продано более 125 миллионов копий The Sims с продолжениями, что по примерным подсчётам сделало симулятор самой продаваемой PC-игрой в истории.
Симулятор был высоко оценён критиками за его идею и необычный игровой процесс; многие из них отметили, что The Sims стала новым феноменом в игровой индустрии. Среди основных недостатков была отмечена уже на момент выпуска устаревшая графика и при этом создающая большу́ю нагрузку на оперативную память компьютера. Несмотря на то, что на заре игровой индустрии появлялись игры, содержащие элементы симулятора жизни, например, Little Computer People, Alter Ego, Tenshitachi no Gogo и другие, именно The Sims приобрела массовую популярность, а «симулятор жизни» стал определяться как отдельный и полноценный жанр компьютерных игр.

## Сюжет
Игра представляет собой виртуальную песочницу, в которой игрок может управлять жизнью персонажей. Когда игрок впервые играет в The Sims в рамках обучающей программы, он должен управлять семьёй молодожёнов — Ньюби (англ. Newbie), которая только переехала в город и должна освоиться в нём. Действие игры происходит в городке, где проживают пять семей. Самая большая семья — Новосельских (англ. Pleasant) состоит из четырёх персонажей: супружеской пары Джеффа и Дианы, а также их детей — Даниэла и Дженнифер. Сюжет предлагает для каждого персонажа разный ход событий: Джефф обеспечивает семью, Диана тоже хочет позаботиться о семье и должна найти работу, а дети находят себе новых друзей и стараются получать положительные отметки. Третья семья, Гот (англ. Goth), представлена Мортимером, хозяином крупного поместья, его молодой женой Беллой и маленькой дочкой Кассандрой. Многочисленные родственники Гот похоронены на семейном кладбище. Четвёртая семья, Румис (англ. Roomies), представлена подругами Крис и Мелиссой, недавно переехавшими в город. Игра предлагает игроку отыскать им новых друзей. Также в городке проживает Майкл Холостякки (англ. Michael Bachelor), недавний выпускник колледжа, который ещё не нашёл свой жизненный путь.

## Игровой процесс
Смысл игры заключается в управлении семьёй, которая может состоять максимум из восьми виртуальных людей — симов (англ. sims). Игра не привязана к сюжетной линии и теоретически персонажами можно управлять вечно. Игра лишь прерывается, когда единственный или последний управляемый персонаж на участке умирает по какой-либо причине, тогда игрок может играть за другую семью. Основная цель игрока заключается в постоянном удовлетворении основных потребностей персонажей. Другая цель игры состоит в поиске постоянного источника дохода; совершенствовании навыков персонажей, и укреплении их связей с другими симами. Помимо этого игра позволяет строить здания и обустраивать комнаты, в которых живут или будут жить персонажи. При управлении семьёй можно переключаться между двумя основными режимами: жизни, где игрок непосредственно управляет действиями симов или редактором строительства и покупки, чтобы построить дом и покупать новую мебель на денежные средства семьи (тогда время для симов останавливается и они «застывают» на месте). Также есть режим съёмок, позволяющий фотографировать или снимать игру в разном качестве.
В The Sims отсутствует открытый игровой мир, поэтому управляемые симы могут передвигаться строго в пределах выбранного участка; мир за его границами представлен серой пустотой. Когда персонажи из других семей посещают управляемый участок, они появляются «из ниоткуда» и также «исчезают», когда покидают участок. В дополнении The Sims: Hot Date были добавлены общественные участки, и у персонажей появилась возможность выезжать за пределы своего дома. Чтобы попасть на другой участок, необходимо вызвать такси. Игрок не увидит процесс поездки, вместо этого появится экран загрузки. День в игре длится 24 минуты реального времени. Однако время можно ускорить в несколько раз, например, когда персонаж спит или работает. В 7:00 и 19:00 происходит смена времени суток. Когда день сменяется ночью, освещённость участка «извне» заметно падает. Игровой экран представляет собой изометрическую псевдотрёхмерную проекцию с трёхмерными персонажами. Камеру можно вращать, всего в ней четыре положения. Экран можно приближать и отдалять при помощи кнопок «+» и «-» в самой игре или с помощью соответствующих клавиш на клавиатуре.
При запуске игры игрок попадает в вымышленный городок без имени, условно именуемый «Городок 1». Вместе с дополнениями в игру добавляются: Городок 2, Центр, Остров отпусков, Старый город, Город-студия и Город Магии, где на разных участках живут пять семей; помимо этого, в городке есть четыре пустых дома и столько же пустых участков. Игрок может выбрать для игры одну из готовых семей, заселить новую из выбранного списка или создать собственную. При выборе последней появляется редактор семьи, где надо придумать имя и фамилию новому персонажу, указать пол и возраст (ребёнок или взрослый), выбрать цвет кожи (белый — смуглый — чёрный), лицо с причёской из предложенного списка, и одежду. Помимо этого, можно настраивать шкалы личностных характеристик, которые в будущем будут влиять на поведение персонажа — чистоплотность, отношения с другими симами и жизненную активность.
После того как игрок выберет или создаст семью, её будет необходимо заселить в жилой дом, который, в свою очередь, можно купить или построить. В некоторых домах уже есть мебель и предметы обстановки, а если нет, то нужно купить их самостоятельно. Каждая созданная семья по умолчанию получает небольшую денежную сумму, на которую можно купить любой пустой участок или скромный дом. В игре используются вымышленные деньги — «симолеоны» (англ. simoleon). В базовой игре присутствует необходимый набор мебели для того, чтобы можно было оформить гостиную, кухню, столовую, ванную, спальню и садовый участок. Дома строятся на специальных участках, располагающихся на карте города. Есть некоторые ограничения для постройки домов: так, дом не может иметь более двух этажей и быть больше участка, обозначенного сеткой в «режиме строительства». Любые элементы дома от стен до мебели должны строиться на сетке. Мебель можно поворачивать на 90° градусов, но её невозможно приставить к стене, расположенной по диагонали. В базовой игре, в режиме покупки доступно примерно 150 объектов меблировки.
Управляя одним или несколькими персонажами в режиме жизни, необходимо следить за их потребностями и периодически удовлетворять их. Самые необходимые из них: еда, сон и поход в туалет; среди других потребностей присутствуют комфорт, гигиена, общение, развлечения и уют, причём последняя шкала будет полностью зависеть от окружающей обстановки персонажа и показывает дееспособность и вменяемость действий персонажа. Если потребности сима на низком уровне, он начнёт впадать в стресс, игнорировать приказы игрока и громко кричать, размахивая руками, а над его головой появляется особая пиктограмма. Чем счастливее управляемый персонаж, тем зеленее будет выглядеть его кристалл над головой Над головой управляемого персонажа всегда «парит» кристалл, цвет которого зависит от настроения сима, кристалл также позволяет легко отличить управляемого персонажа от остальных. При общении симы используют вымышленный язык симлиш, который игрок будет воспринимать как случайный набор звуков. Специально для того, чтобы игрок лучше понимал темы разговора симов, диалоги персонажей сопровождают пиктограммы с изображением темы разговора. От проведённого общения зависит уровень отношений, индивидуальный для каждого виртуального человека. Чем он выше, тем больше доступно взаимодействий с другими симами. Однако если отношения приближаются к враждебным, то становятся доступными взаимодействия «агрессивного характера», например, оскорбления и даже физические атаки. Когда персонажи впервые знакомятся, их отношения всегда начинаются на нейтральном уровне. При улучшении отношений необходимо также следить, чтобы взаимодействия персонажей соответствовали уровню развития их отношений.
Помимо двух жизненных стадий, ребёнка и взрослого, существует и младенец, которого нельзя создать в редакторе персонажа. Он может повзрослеть и стать ребёнком, но все остальные персонажи не могут взрослеть или стареть, что делает их фактически бессмертными. Однако персонажи могут погибнуть, например, сгорев в пожаре или утонув в бассейне. Вместе с дополнением The Sims: Livin' Large, в игру был добавлен жнец смерти, который всегда приходит после смерти сима, чтобы провести обряд погребения.
Другая цель игрока заключается в пополнении семейных сбережений, для чего по крайней мере один член семьи должен устроиться на работу, на которой он будет получать почасовую зарплату. Игрок не может наблюдать за процессом работы или учёбы в школе: технически персонаж просто «исчезает» с участка. Трудоустроиться можно с помощью выбора объявлений в утренней газете или компьютере. Каждый персонаж всегда начинает свою карьеру с низкооплачиваемой работы, но можно получить повышение, улучшая свои навыки и приходя на работу в хорошем настроении. Чтобы зарабатывать, не обязательно надо посещать работу, вместо этого сим может заниматься ремеслом. В основной игре зарабатывать можно, рисуя и продавая картины, вместе с дополнениями появляются такие виды доходного ремесла, как лепка садовых гномов, варка варенья, запись музыкальных треков и выращивание садовых растений. Дети не могут работать и зарабатывать деньги, однако они обязаны посещать школу; от их настроения будет зависеть успеваемость в школе.
Сим может отточить свои навыки в кулинарии, технике, обаянии, культуре тела, логике и творчестве. С приобретёнными способностями персонаж получает разные преимущества.

## Разработка

### Предпосылки
Изначально идея о создании симулятора пришла Уиллу Райту в 1991 году, когда после мощного огненного смерча, прошедшего по Окленду, в результате его дом был сожжён. Так как Райт принимал участие в восстановлении своего дома, геймдизайнер решил в будущем воплотить свой опыт в подобие архитектурного симулятора. Одновременно Райт был вдохновлён творчеством австрийского архитектора Кристофера Александра, продвигающего идею «языка шаблонов» в архитектуре, согласно которой зодчими могут выступать простые горожане. Тогда Райту пришла в голову идея архитектурной игры, где игрок может создать здание любой формы и заселить в него персонажей, наблюдая, как они будут жить в созданном игроком пространстве. При этом по задумке геймдизайнера основной игровой аудиторией должны были стать девушки, ранее не игравшие в компьютерные игры.
Впервые о серьёзной разработке игры Райт задумался в 1993 году, после создания игры SimAnt, где он работал над искусственным интеллектом муравьёв. В игре присутствовал участок с домом, обозначенный сеткой, где жил мужчина с собакой и кошкой. Перед разработкой Уилл Райт также общался с несколькими разработчиками игры 1985 года со схожей концепцией — Little Computer People, чтобы получить советы по разработке будущего симулятора, в частности с Ричем Голдом.
Свои первые попытки разработать игру Райт начал ещё в начале 1990-х годов. По изначальной задумке это должна была дизайнерская игра с условным названием Home Tactics о создании и обустройстве домов. Но такую идею не приняли коллеги-разработчики, считая заведомо провальной. Однако Райт параллельно с разработкой других проектов от Maxis — порой тайно работать над Home Tactics и дальше уговаривал коллег помочь в разработке игры из-за чего даже ввязался с ними в ссоры. Переломный момент настал с выкупом Maxis компанией EA Games. Тогда Райту удалось уговорить новое руководство выделить деньги на разработку.

### Разработка
В 1997 году Райту удалось сформировать команду разработчиков из 50 человек. Команда начала работать над интеллектом виртуальных людей и их взаимодействием с окружающем миром. Первоначальной задумкой игры должна была стать «архитектурная игрушка», где игрок строил дом, обустраивал его, а затем наблюдал, как его помещения обживают виртуальные неигровые персонажи. Однако со временем разработчики настолько увлеклись разработкой искусственного интеллекта персонажей, что решили сделать из них управляемых персонажей. С того момента стало ясно что основной темой игры станут виртуальные человечки — симы, а не редактор строительства. В качестве прототипа виртуального интеллекта был использован интеллект муравьёв из игры SimAnt 1991 года. По словам Райта, создавать новые объекты для игры было очень просто, основная сложность заключалась в создании приемлемых взаимодействий персонажей друг с другом и с разными объектами.
Так как симы разговаривают на вымышленном языке — симлише, было уделено особое внимание движениям персонажей, чтобы игроки «понимали их без нужных слов». При разработке поведения разработчики вдохновлялись научными трудами известного психолога Энтони Роббинса. Дизайнеры хотели создать настолько простой и удобный интерфейс в игре, что он перерабатывался с нуля одиннадцать раз. Через полгода после начала разработки программисты пришли к выводу, что игру можно вечно расширять и дополнять; в противном случае, по словам Райта, студия закончила бы создание проекта на год раньше. Руководитель проекта называл прототип «кукольным домиком», однако наблюдая за тем, как приглашённые в студию Maxis четырнадцатилетние парни проявили большой интерес к игре, он решил отказаться от этого названия в пользу имени, связанного со словом симулятор.
При создании игры разработчики не ожидали, что она станет очень популярной, поэтому в игру было вложено мало денег. Разработчики ожидали, что в лучшем случае разойдётся 158 тысяч экземпляров, но в результате было продано 40 миллионов копий (вместе с дополнениями). Одновременно с The Sims шла разработка другой игры, SimsVille, в которой игрок не контролировал персонажей и проектировал здания напрямую, но мог управлять городком и наблюдать за его жителями. После успеха The Sims, разработчики решили заморозить данный проект, однако элементы игрового процесса были воплощёны в последующих частях серии. Музыкальное сопровождение было создано композитором Джерри Мартином.
Интерфейс игры был переведён на 17 языков. После выпуска игры разработчики сосредоточились на разработке версии игры для компьютеров под операционной системы Mac OS, а также взяли курс на выпуск платных дополнений, расширяющий основной игровой процесс The Sims.

### Этические вопросы
Уилл Райт с самого начала рассчитывал, что игра будет нацелена на женскую аудиторию и поэтому он хотел избежать отражения мира через мужскую точку зрения и особенно осторожно подойти к изображению гендерных ролей и стереотипов о женщинах и мужчинах. Помимо прочего игровой процесс в целом должен был быть интересным для девочек, но как точно его сделать таким — Райт не знал. Специально для решения данной проблемы геймдизайнер решил привлечь в команду разработчиков как можно больше женщин, которые в итоге составили 40 % из всей команды, что стало исключением для своего времени.
Уилл Райт стремился создать образ свободных персонажей, например, сделать возможным однополые отношения, разводы, принятие в семью приёмного ребёнка или даже создать образ бездомного студента-художника. Тем не менее из-за возрастного рейтинга, разработчикам было необходимо исключить некоторые слишком спорные темы, связанные с насилием и эротикой. Также отдельная история сложилась с гомосексуальностью. Так как эта тема в США 90-х годов была ещё слишком спорной и табуированной, EA в итоге приняла решение наложить вето на однополые отношения в игре. Против запрета выступал Патрик Баррет, один из разработчиков и открытый гей. Именно Баррет должен был подготовить в 1999 году демонстрационную версию The Sims E3, где он тайно прописал код, разрешающий однополую любовь. Зрители на демонстрации увидели целующихся девушек и это вызвало ажиотаж на выставке. Несмотря на страх репрессивных мер со стороны руководства EA против Баррета или даже угрозы со стороны неизвестных лиц, никакой реакции не последовало. Впоследствии руководство EA разрешило снять ограничения на однополые отношения в The Sims По сути каждый персонаж в игре является бисексуалом, то есть он может поддерживать как и разнополые связи, так и однополые.

## Версии и выпуски

### Для персональных компьютеров

#### Анонс и реклама
Анонс The Sims состоялся 5 апреля 1999 года, когда Maxis опубликовала краткую информацию о будущей игре. Тогда стало известно, что в игре, как и в SimCity 3000 будет использована изометрическая графика, и необходимо будет контролировать жизнь виртуальных людей, как в Little Computer People. Выход игры был изначально запланирован в конце 1999 года. Впервые симулятор был продемонстрирован на игровой выставке Electronic Entertainment Expo, он не вошёл в список самых ожидаемых игр. Так как EA Games выражала серьёзные сомнения, что игра вызовет у кого либо интерес, дистрибьютор решил, что отменит выпуск, если игра на выставке никого не заинтересует. Уиллу Райту и его команде был предоставлен небольшой стенд в углу, а трейлер к The Sims не показывали наравне с другими играми. Там не менее демонстрация однополых отношений в одной из сцен во время свадьбы внезапно привлекла высокое внимание посетителей выставки и прессы. А самой игре в итоге присвоили звание лучшего симулятора на выставке. В июне 1999 года, в рамках сотрудничества с геймдизайнером Уиллом Райтом, редакция интернет-журнала GameSpot опубликовала подробную информацию об игровом процессе The Sims.
С октября игра проходила бета-тестирование; разработчики объявили, что планируют завершить его к началу 2000 года. Maxis при рекламе игры сделала ставку не на игровую прессу как это принято, а собирала вокруг игры фокус группу из фанатов SimCity и игроков, опробовавших игру во время бета тестов. Уже за полгода до выпуска игры, в интернете стали открываться первые фанатские сайты. Райт упоминал, что его впечатляло сообщество моддеров игры Quake, которые играли одну из ключевых ролей в популярности игры. Аналогично в случае успеха, популярность The Sims должна была поддерживаться моддерами. Всего к бета тестированию было привлечено примерно 10,000 игроков, которые сформировали первые фанатские сообщества и которым позволили создать пользовательский контент ещё до выпуска игры. Они могли опубликовать его в день выхода игры. Райт признался, что игра стала успешной во много благодаря этим игрокам.
Также проводя рекламную кампанию, Maxis ориентировались на крупную игровую аудиторию SimCity, позиционируя игру как возможность оставить управление городом и перенестись к управлению отдельной семьёй.В одном из ранних рекламных роликов, предназначенных для фанатов игры SimCity, демонстрировалась машина с тремя персонажами, которые покидают крупный мегаполис и уезжают в провинциальный городок, чтобы там построить себе новый дом. Разработчики Maxis выпустили два бесплатных приложения — SimShow, позволяющий загружать польтовательские скины персонажей и HomeMaster, позволяющий создавать пользовательские текстуры для пола и стен.

#### Выход
Игра была официально выпущена 31 января 2000 года на территории США. На следующий день, 1 февраля, игры под названием Les Sims вышла во Франции и Южной Корее под названием Симджы (кор. 심즈). В Испании игра была выпущена 1 марта под названием Los Sims. 23 марта The Sims была выпущена в Великобритании и Австралии, а в Германии — 4 октября под названием Die Sims. В России игра на английском языке выпущена компанией СофтКлаб 20 ноября 2002 года в составе расширенного издания The Sims. Deluxe Edition На территории Японии игра не издавалась отдельно, а вышла 27 февраля 2003 года под названием SimPeople (яп. シムピープル Симупи:пуру) в составе расширенного издания, включающего в себя три первых дополнения. Позднее в Японии ещё дважды выпускались сборники, второй из которых включал в себя игру вместе с пятью дополнениями, а третий — игру со всеми дополнениями. По состоянию на 2002 год The Sims была переведена на 13 языков, а в 2003 году — на 17. The Sims также единственная игра в основной серии, выпускавшаяся в материковом Китае, точнее в Шанхае хотя игра там вышла небольшим тиражом и её было сложно приобрести на китайском языке.
25 июля 2000 года игра на территории США вышла для операционной системы Mac OS. Портированием игры занималась компания Aspyr
. В данную версию игры также было добавлено пасхальное яйцо. Игра также была выпущена 15 августа в Великобритании, Австралии и в Японии 20 декабря 2001 года.
В конце 2001 года была выпущена специальная версия дистрибутива для программы Mandrake —  Linux Gaming Edition, позволяющая запускать The Sims для Windows на операционной системе Linux. Порт игры осуществляется с применением эмулятора Transgaming’s WineX. Однако дополнения не могут быть запущены на современных дистрибутивах Linux.
В августе 2000 года Maxis выпустила бесплатное приложение, с помощью которого можно преобразовывать изображения формата BMP и JPEG в настенные картины для игры. 20 августа 2002 года в США независимая компания Abacus разработала программу Face Factory, позволяющая загружать фотографию лица и конвертировать её на лицо сима, таким образом создавая новых персонажей с собственным портретом, своих друзей и родственников или любых существующих людей.
23 января 2002 года команда разработчиков Maxis выпустила самостоятельную игру Sid Meier's SimGolf, позволяющую портировать любого готового персонажа из The Sims и управлять им в новой игре.
На фоне успеха игры The Sims разработчиками было решено выпустить дополнение The Sims: Livin' Large; впервые о предстоящем выходе дополнения стало известно в июле 2000 года, через полгода после выпуска The Sims. Дополнение вышло 27 августа 2000 года. В период с 2001 по 2003 года разработчики выпустили ещё 6 дополнений, последнее из которых — The Sims: Makin' Magic — вышло 28 октября 2003 года. Помимо отдельных дополнений выходили особые сборники, в которых можно было купить, помимо базовой игры, от одного до нескольких дополнений: например The Sims Deluxe или The Sims Double Deluxe. 2 ноября 2005 года Maxis выпустила последний сборник под названием The Sims: Complete Collection, включающий в себя базовую игру и все выпущенные к ней дополнения.

### PlayStation 2, Xbox и GameCube
20 мая 2002 года было объявлено о выпуске игры для PlayStation 2, которая будет выполнена полностью в трёхмерной графике. Разработкой игры занимались Maxis и Edge of Reality. Игра вышла в 2003 году в США, Европе, Японии и России. Игра также вышла для приставок Xbox и GameCube.
Геймплей во многом подобен игре для ПК, однако игра использует полноценный 3D-движок, предназначенный для приставок шестого поколения; сима при создании можно детальнее изменять, в игру добавлено вступление «Get A Life» — отдельный режим истории, пройти который можно, выполняя разные цели. Как и в базовой игре, игрок должен удовлетворять потребности персонажей, совершенствовать их навыки и налаживать новые связи с другими симами. По мере достижений разных целей, игрок получает новые награды. Помимо этого, в игру встроен режим разделённого экрана, позволяющий двум игрокам одновременно управлять своими персонажами. Игры The Sims для приставок получили высокую оценку и хорошую реакцию критиков: средние оценки по данным сайта Metacritic составляют 83-85 баллов.

### Многопользовательская версия
17 декабря 2002 года состоялся выход многопользовательской версии The Sims — The Sims Online, где игрок мог управлять одним симом и принимать участие в построении и экономике виртуального мира. Помимо покупки диска с игрой, игрок должен был совершать ежемесячную плату, чтобы продолжать играть. У сима имелись также базовые потребности, которые требовалось удовлетворять. Конечная цель игрока сводилась к стремлению заработать большие денежные средства, создавая предметы, оказывая услуги или получая доходы с недвижимости. В игру был встроен чат, позволяющий общаться с другими игроками.
Игра рассматривалась как экспериментальный проект — первый представитель жанра MMOG, однако полностью лишённый элементов насилия, сражения и затрагивающий тему социального взаимодействия. EA Games рассчитывала, что игра станет хитом, как The Sims. При этом разработка велась в условиях крайней нехватки времени, недостаточных бюджетных средств и вынужденности работать с устаревшим и непригодным для онлайн-использования игровым движком. После выхода, игру ждал коммерческий провал, так как реальное количество игроков во много раз уступало планам EA, не превышая 100 000 человек вместо ожидаемых полумиллиона. Данному провалу сопутствовал неудачный охват игровой аудитории. Как оказалось, лишь малая доля игроков The Sims была заинтересована в формате MMO-симулятора жизни, так как это обозначало отказ от концепции симулятора бога. Другая причина заключалась в допущении ряда критических ошибок в игровом дизайне, которые стали причиной почти мгновенного оттока почти всей уже имеющейся игровой аудитории.
В течение нескольких лет после выхода из-за слабой модерации, The Sims Online стала пристанищем для виртуального секса с участием несовершеннолетних и гриферов, объединившихся в виртуальные аналоги мафий, чтобы преследовать, шантажировать и вымогать деньги у пользователей. Это дополнительно ускоряло отток игроков. Данный факт послужил причиной скандала, участниками которого стали академики и представители крупных американских СМИ, обвинивших EA в попустительстве детской проституции. Также массовые споры вызвала политика продакт-плейсмента в игре, в частности рекламная интеграция MacDonalds.
В 2007 году внутриигровая ошибка стала причиной почти полного разрушения внутриигровой экономики и почти полной потери игроков. В итоге разработчики в попытке реанимировать проект переименовали The Sims Online в EA Land, усовершенствовали игру, в том числе добавив возможность загружать пользовательский контент. Однако это не улучшило ситуацию, и поддержка прекратилась в 2008 году. Разработчики объявили, что начнут разработку новых проектов, признав, что The Sims Online — это неудачная попытка сделать из однопользовательской игры многопользовательскую. Тем не менее сегодня в интернете доступен для бесплатного скачивания клон игры — FreeSO при поддержке группы энтузиастов.
Несмотря на провал игры, считается, чтоThe Sims Online, заложила формирование социальной виртуальной песочницы как отдельного игрового жанра и оказала непосредственное влияние на выпуск таких успешных игр, завязанных на социальных взаимодействиях, как Second Life и Habbo.

## Аудио

### Озвучивание
Язык, на котором разговаривают виртуальные люди, называется симлиш и был специально разработан Maxis для использования в своих играх-симуляторах. Искусственный язык решал несколько важных проблем: во-первых, повторяемость диалогов симов; во-вторых, игру не требовалось переозвучивать на других языках. Прототипами для симлиша стали навахо, латинский, английский, французский, украинский, финский и тагальский языки. Во время записи голосов актёры могли импровизировать и придумывать собственные слова. Многие игроки принимали симлиш за другой язык. После выхода игры Maxis получала жалобы от некоторых американских игроков, что те получили игру с испанской озвучкой. Аналогично немцы думали что получили итальянскую версию игры, бразильцы — французскую и т. д.
| Персонаж           | Актёр озвучивания     |
| ------------------ | --------------------- |
| Мужской персонаж 1 | Син Паул Расмуссен    |
| Мужской персонаж 2 | Стивен Кэрин          |
| Женский персонаж   | Лаурел Маккарл Капрос |
| Женский персонаж 2 | Джерри Лоулор         |
| Женский персонаж 3 | Эли Сиблей            |
| Ребёнок            | Ники Рапп             |

## Музыкальное сопровождение
Композиторами музыкального сопровождения к The Sims выступили Джерри Мартин, Марк Руссо и Джон Барр. Музыка к игре должна была быть расслабляющей и созерцательной, так как предполагалось, что игроки значительную часть игрового времени в игре будут тратить на обустройство дома в режиме строительства. Джерри Мартин должен был создать музыку, которую игрок мог бы расслабленно слушать часами но при этом она не отвлекала игрока.
Созданные мелодии выдержанны в стиле ню-джаз, Джерри создавала мелодии вместе с саксофонистом Марк Руссо, которые сочинял соло для саксофона, затем к проекту присоединился пианист Джон Барр, дополнявший треки свободной импровизацией на пианино. Барр заметил, что сам вдохновлялся творчеством джазового пианиста Кита Джарретта. Также для The Sims было записано несколько мелодий только с участием фортепьяно в жанре нью-эйдж. Полученные мелодии сочетали разные жанры но по-прежнему были джазовыми.
Первый саундтрек, изданный в качестве бонуса для одного из игровых изданий, был выпущен 4 февраля 2000 года. Критики положительно отозвались о музыкальном сопровождении игры, отмечая, что она имеет успокаивающий эффект и повышает настроение:

Сделайте музыку погромче и вы забудете о своих жалобах о том, как выглядит игра… Я никогда не думал, что лёгкий джаз может дарить мне столько счастья…
Оригинальный текст (англ.)Turn up the volume though, and you'll forget any complaints you had about the game's look and feel. … I never thought that light-jazz piano music would make me so happy, …
— Отрывок из обзора журналиста IGN
Помимо основного музыкального сопровождения и в режиме управления семьёй можно купить аудио-колонки и включить музыку, которая в свою очередь была записана с участием реальных певцов на симлише: Франк Бинер, Марчино Бразил, Сэнди Крессман, Молли Мастик, Лаурис МакКой, Дэн Мендоза, Дейв Маникетти и Гленн Уалтерс. Второй саундтрек к дополнению The Sims: Superstar был выпущен в 2003 году и включает в себя лирику Эшли Адамс, Билла Кэмерона и Энни Стокинг. Третий саундтрек был выпущен 26 марта 2007 года. Только выпущенные в 2000 году саундтреки были распроданы с большим тиражом, чем альбомы знаменитых музыкантов, таких как Бритни Спирс, Eminem, Linkin Park или Backstreet Boys. Хотя точных статистик нет, по состоянию на 2007 год, тираж всех проданных альбомов с саундтреком к The Sims оценивался примерно в 15 миллионов копий. Редакция Polygon назвала композиции, созданные трио Джерри Мартином, Марком Руссо и Джоном Барром культовыми, на которых уже выросло целое поколение игроков.
| №                   | Название              | Автор(ы)            | Длительность |
| ------------------- | --------------------- | ------------------- | ------------ |
| 1.                  | «Yea Yai Yo»          | Джерри Мартин       | 5:24         |
| 2.                  | «That's Hot»          | Джерри Мартин       | 4:29         |
| 3.                  | «Oh Sims»             | Джерри Мартин       | 4:41         |
| 4.                  | «Goin' Down The Road» | Дикс Брус           | 2:57         |
| 5.                  | «Splatter»            | Джерри Мартин       | 4:29         |
| 6.                  | «Batusimcadda»        | Джерри Мартин       | 2:57         |
| 7.                  | «Cocktails Anyone?»   | Джерри Мартин       | 5:31         |
| 8.                  | «Doobadoo»            | Джерри Мартин       | 6:29         |
| 9.                  | «BoSIM Nova»          | Марк Руссо          | 3:38         |
| 10.                 | «Neighborhood»        | Марк Руссо          | 4:13         |
| 11.                 | «Let's Go Shopping»   | Джерри Мартин       | 2:44         |
| 12.                 | «Groceries»           | Марк Руссо          | 2:33         |
| 13.                 | «Elm Street»          | Джерри Мартин       | 2:52         |
| 14.                 | «New Beginnings»      | Джерри Мартин       | 4:50         |
| 15.                 | «Bittersweet»         | Джерри Мартин       | 5:07         |
| 16.                 | «Since We Met»        | Джерри Мартин       | 5:05         |
| 17.                 | «The Simple Life»     | Джерри Мартин       | 5:47         |
| Общая длительность: | Общая длительность:   | Общая длительность: | 73:46        |

| №                   | Название             | Автор(ы)            | Длительность |
| ------------------- | -------------------- | ------------------- | ------------ |
| 1.                  | «Now Entering»       | Марк Руссо          | 3:44         |
| 2.                  | «Neighborhood»       | Марк Руссо          |              |
| 3.                  | «Under Construction» | Джерри Мартин       | 2:32         |
| 4.                  | «Buying Lumber»      | Джерри Мартин       | 5:06         |
| 5.                  | «Mall Rat»           | Джерри Мартин       | 2:44         |
| 6.                  | «Groceries»          | Марк Руссо          | 2:32         |
| 7.                  | «SIMnata #4»         | Джерри Мартин       | 3:09         |
| 8.                  | «SIMnata #15»        | Джерри Мартин       | 4:47         |
| 9.                  | «BoSIM Nova»         | Марк Руссо          | 3:39         |
| 10.                 | «Samba SIM»          | Джерри Мартин       | 2:57         |
| 11.                 | «SIM Nights»         | Кирк Кейси          | 4:43         |
| 12.                 | «Fishin'»            | Дикс Брус           | 3:45         |
| 13.                 | «SIM Hoe Down»       | Дикс Брус           | 3:38         |
| 14.                 | «SIM Yonder»         | Дикс Брус           | 3:58         |
| 15.                 | «SIM Hagar»          | Джерри Мартин       | 3:18         |
| Общая длительность: | Общая длительность:  | Общая длительность: | 57:01        |

## Официальные дополнения к игре
Для игры The Sims было выпущено семь платных дополнений:
| Название                 | Дата выхода                                                    | Рейтинг дополнения по версии сайта Metacritic | Особенности дополнения |
| ------------------------ | -------------------------------------------------------------- | --------------------------------------------- | --- |
| «The Sims: Livin’ Large» | Windows: 31 августа 2000 Mac OS 19 ноября 2000                 | 82/100                                        | В дополнении появляются новые неуправляемые персонажи, такие как смерть с косой, приходящая к умершим симам, или печальный клоун, приходящий к персонажам, страдающим депрессией. Доступны новые виды карьер и предметы.                                                                                             |
| «The Sims: House Party»  | Windows 27 марта 2001 27 марта 2001 Mac OS 28 марта 2001       | 74/100                                        | Дополнение даёт игрокам возможность устраивать вечеринки, приглашать друзей, а также добавляет в игру специальные тематические предметы. Если персонаж сумел устроить хорошую вечеринку со множеством гостей, то её посетит Дрю Кэри (англ. Drew Carey), который будет принимать и развлекать гостей.                |
| «The Sims: Hot Date»     | Windows: 13 ноября 2001 14 ноября 2001 Mac OS 12 июня 2002     | 85/100                                        | Дополнение позволяет игроку отправить своего персонажа за пределы дома в новую игровую локацию — центр города (англ. Downtown), где можно сходить на свидание, посетить кафе и потанцевать. |
| «The Sims: Vacation»     | Windows: 26 марта 2002 26 марта 2002 Mac OS 30 августа 2002    | 75/100                                        | В дополнении представлен новый район, называемый «островом отпусков» (англ. Vacation Island), куда персонажи могут отправиться во время отпуска. Остров разделён на три тематические зоны: пляж, лес и заснеженные горы. Персонажи могут остановиться в отеле или взять напрокат палатку, чтобы отправиться в поход. |
| «The Sims: Unleashed»    | Windows: 25 сентября 2002 12 декабря 2006 Mac OS 8 января 2003 | 79/100                                        | В пятом дополнении персонажи получили возможность завести домашних животных: кошек и собак. Кроме того, в Unleashed игрок имеет возможность заниматься садоводством, собирать выращенный урожай и употреблять его в пищу. Игровая локация была расширена до 40 участков.                                             |
| «The Sims: Superstar»    | Windows: 13 мая 2003 13 октября 2003 Mac OS 1 ноября 2003      | 79/100                                        | Дополнение даёт возможность игроку превратить своих персонажей в звёзд шоу-бизнеса. В процессе игры можно встретить таких известных личностей, как Мэрилин Монро, Кристина Агилера, Аврил Лавин. |
| «The Sims: Makin’ Magic» | Windows: 26 октября 2003 Mac OS 25 февраля 2004                | 80/100                                        | Дополнение вводит в игру магию и позволяет персонажам заниматься колдовством, изучать алхимию, приобретать магические ингредиенты и варить зелье. Кроме того, стали доступны выпечка и производство нектара. |

### Различные издания
| Название                     | Дата выхода | Состав |
| ---------------------------- | --- | --- |
| The Sims Collector’s Edition | Windows: 23 марта 2001 23 марта 2001 | Основная игра, The Sims: Livin’ Large. |
| The Sims Deluxe Edition      | Windows: 25 сентября 2002 26 сентября 2002 13 октября 2002 18 октября 2002 20 ноября 2002 16 декабря 2003 16 декабря 2003 26 марта 2004 | Основная игра, The Sims: Livin' Large, The Sims Creator (редактор, позволяющий создавать собственную одежду для симов), эксклюзивный контент Deluxe Edition (включает в себя более 25 эксклюзивных объектов, более 50 вариантов одежды). |
| シムピープル完全版           | Windows: 27 февраля 2003 | Основная игра, The Sims: Livin’ Large, The Sims: House Party, The Sims: Hot Date |
| The Sims Double Deluxe       | Windows: 22 сентября 2003 25 сентября 2003 25 сентября 2003 26 сентября 2003 8 октября 2003 10 октября 2003 1 ноября 2003               | The Sims Deluxe Edition, The Sims: House Party, бонусный контент Double Deluxe. |
| シムピープル 完全版 2        | Windows: 18 декабря 2003 | Основная игра, The Sims: Livin' Large, The Sims: House Party, The Sims: Hot Date, The Sims: Vacation, The Sims: Unleashed |
| The Sims Triple Deluxe       | Windows: 18 января 2004 17 июня 2003 18 июня 2004 7 сентября 2006                                                                       | The Sims Double Deluxe, The Sims: Vacation. |
| The Sims Party Pack          | Mac OS: 10 марта 2004 22 января 2013 | Основная игра, The Sims: House Party, The Sims: Livin’ Large, The Sims: Hot Date. |
| The Sims Mega Deluxe         | Windows: 25 мая 2004 | The Sims Double Deluxe, The Sims: Hot Date. |
| シムピープル 完全版 3        | Windows: 18 ноября 2004 | Основная игра, The Sims: Livin' Large, The Sims: House Party, The Sims: Hot Date, The Sims: Vacation, The Sims: Unleashed, The Sims: Superstar, The Sims: Makin’ Magic                                                                   |
| The Sims Complete Collection | Windows: 1 ноября 2005 17 ноября 2006                                                                                                   | Основная игра, все 7 пакетов дополнений, бонусный контент из Deluxe Edition и Double Deluxe, The Sims Creator. |
| L’Intégrale Sims             | Windows: 24 марта 2005 | The Sims Mega Deluxe, The Sims: Superstar, The Sims: Unleashed, The Sims: Makin’ Magic |
| The Sims Full House          | Windows: 4 июля 2005 | Базовая игра, все 7 пакетов дополнений, диск с презентацией The Sims 2. |
| The Sims Party Pack          | Windows: 23 августа 2005 | Основная игра, The Sims: House Party. |

### Сборники
| Название коллекции            | Дата выхода            | Содержимое |
| ----------------------------- | ---------------------- | --- |
| The Sims Expansion Collection | Windows: 23 марта 2005 | Том 1 — The Sims: House Party, The Sims: Unleashed. Том 2 — The Sims: Hot Date, The Sims: Makin’ Magic. Том 3 — The Sims: Vacation, The Sims: Superstar. |
| The Sims Expansion Three-Pack | Windows: 1 ноября 2005 | Том 1 — The Sims: House Party, The Sims: Unleashed, The Sims: Superstar. Том 2 — The Sims: Hot Date, The Sims: Vacation, The Sims: Makin’ Magic          |

## Оценки и мнения

### Восприятие до выхода
Игровые издания характеризовали игру как странную, смесью SimCity и Little Computer People, но выполненную вполне в духе Maxis. Жанр The Sims критики определили как симулятор экономики, стратегию, тамагочи для взрослых. Часть редакций называли проект подозрительным, слишком рискованным, хотя и обладающим потенциалом стать новой классикой. Представители Joystick выразили надежду, что The Sims не упадёт лицом в грязь, как это сделали предыдущие игры-симуляторы от Maxis — SimEarth, SimIsle, SimAnt, SimTower, SimCopter и Streets of SimCity. Редакция PC Gamer предрекла The Sims звание лучшей или худшей игры года. Американский геймдизайнер Ричард Рус III оспаривал принадлежность The Sims к видеоигре, называя её программной игрушкой. По версии австралийского журнала PC PowerPlay заняла шестое место в списке самых ожидаемых игр.

### Критика
| Сводный рейтинг       | Сводный рейтинг |
| Агрегатор             | Оценка          |
| --------------------- | --------------- |
| GameRankings          | 89,74 %         |
| Metacritic            | 92/100 (Win)    |
| Иноязычные издания    |                 |
| Издание               | Оценка          |
| Eurogamer             | [ 121 ]         |
| GameRevolution        | B+              |
| IGN                   | 9,4/10          |
| Allgame               | [ 221 ]         |
| GameSpot              | 9,1/10          |
| Gamers Temple         | 90 %            |
| Action Trip           | 9/10            |
| Русскоязычные издания |                 |
| Издание               | Оценка          |
| Absolute Games        | 8,5/10          |

Игра получила в основном положительные отзывы критиков. Средняя оценка, составленная сайтом Metacritic, составляет 92 балла из 100 возможных, оценки простых пользователей составляют 78 из 100 баллов. The Sims стала одной из самых высоко оценённых игр в 2000 году. Адамс Ернест, дизайнер видеоигр назвал The Sims случайной сенсацией, в успех которого никто не верил, даже издатель EA. Редакция журнала Xtreme PC описавала случаи знакомые им люди отказывались от сна ради игры в The Sims и приходили на работу с «остекленевшим видом».
Рецензенты разных новостных сайтов дали положительную оценку игре, отметив её оригинальность, странность, инновационность и простоту геймплея. Другим достоинством игры было удобное и простое меню управления, позволяющее моментально переключаться между режимами игры и покупать новую мебель, широкий выбор текстур пола и стен, разнообразие предметов, позволяющее обустроить комнаты в желаемом для игрока стиле. Однако критик IGN наоборот считал, что текстур в игре недостаточно, хотя и признал, что игра с помощью разных инструментов и мельчайших деталей даёт возможность придать созданному дому уникальный и неповторимый вид, с другой стороны есть риск потратить много часов на создание «дома мечты». Рецензент сайта Game Revolution отмечал, The Sims позволяет почувствовать себя дизайнером и создавать уникальные или даже безобразные архитектурные решения. Среди других достоинств были отмечены простота редактора создания персонажей, с которым можно экспериментировать, грамотно проработанная программа обучения и приятное музыкальное сопровождение. The Sims также называлась косвенным сиквелом Simcity. Отдельно редакция Macworld выражала желание объединить мир The Sims и SimCity.
Критик сайта Armchairempire отметил, что The Sims нельзя назвать полноценной игрой, а скорее сюрпризом гениального программиста Уилла Райта, который затянет любого игрока в свой игровой мир. Владимир Горячев из Absolute Games, отмечая отсутствие «драйва и атмосферы» в игре, тем не менее заявил: «The Sims — абсолютно гениальная вещь, хит и, не побоюсь этого слова, культ. Продажи будут просто бешеными». В то же время рецензент сайта англ. ActionTrip уточнил, что игра достигла «культового» статуса за счёт того, что вызывает привыкание, причём гораздо более высокого порядка, нежели иные игры, а представитель сайта IGN и вовсе уверен, что симулятор настолько опасно увлекателен, что в The Sims кто-то, возможно, откроет для себя новую религию. Критик сайта Gamers Temple назвал игру настолько необычной, что многие опытные игроки, незнакомые с The Sims, будут смотреть на игру с осторожностью и скептицизмом, однако, немного поиграв в симулятор, они поймут, что их опасения не оправдаются. Представитель сайта Game Revolution Бен Силверманн назвал игру «виртуальной аллюзией на нашу жизнь. У игры нет сюжета и в неё можно играть вечно. The Sims мгновенно захватит игрока в свои истории». Британский автор Стивен Пул увидел во вселенной игры цифровое воплощение антиутопического сериала Большой брат, где каждый шаг игрока контролируется сторонним наблюдателем. Другой автор — Стивен Браун считал, что игра вызывает опасное привыкание и может стать причиной инфатилизации игроков, которые по его мнению рискуют оторваться от реальности, излишне привязываясь к навязываемой The Sims культуре потребительства и излишне идентифицируя себя со своим симом.
По мнению критиков уникальность игры заключается в её абсолютной свободе действий, где игрок может воссоздавать собственные идеи и фантазии. Рецензент IGN также отметил, что в игре отсутствует сюжетная линия как таковая, наоборот игра сопровождается случайными жизненными событиями, которые могут обернуться большим счастьем или наоборот — катастрофой или даже смертью, что фактически и делает игру такой удивительной. Похожего мнения придерживался и представитель Armchairempire, назвав игру в общем очень непредсказуемой, но от этого и не менее увлекательной. Критик также отметил уникальность реиграбельности игры.
Особое внимание игровая пресса уделила непосредственно самим виртуальным людям, и мнения по этому поводу разделились, хотя большинство журналистов похвалили симов за их поведение и социальные взаимодействия. Представитель сайта Armchairempire назвал «человечность» персонажей и их возможность развивать отношения с другими симами главным триумфом игры. Представитель Game Revolution сравнил симов с питомцами или тамагочи, за которыми необходимо ухаживать и наблюдать за их жизнью, однако большинство времени игрок будет вынужден тратить на удовлетворения базовых потребностей виртуальных людей. Критик сайта Gamerstemple похвалил персонажей, отметив их уникальность во взаимодействии с другими персонажами, что делает их действительно человечными, а представитель IGN назвал персонажи простыми, но от этого и не менее очаровательными. Сдержанный отзыв о симах оставил критик сайта Absolute Games, ссылаясь на их слишком примитивный искусственный интеллект и даже из-за этого не рекомендует игру любителям революционного ИИ. По его мнению, персонажи даже внешне выглядят слишком примитивными, несмотря на тщательную проработанность их движений. Рецензент критиковал «куриную память» персонажей: вместо сохранения отношений на уровне, игроку необходимо постоянно общаться, а в противном случае персонажи моментально забывают о других. Среди прочих недостатков критик отметил слишком слабую свободу воли у симов, из-за чего они плохо удовлетворяют свои базовые потребности, если ими не управлять, и вместо этого начинают кричать и махать руками. Похожего мнения придерживается представитель The Armchair Empire — он отмечает, что очень трудно постоянно заботиться о сне и питании персонажа. Среди других серьёзных недостатков обозреватель назвал отсутствие старения в игре, — например, ребёнок, посещающий школу навечно останется таким, — что в какой-то степени ломает представление о смысле жизни и ухудшает реиграбельность игры. Редакция журнала PC Accelerator отдельно раскритиковала The Sims как слишком плохой симулятор эротики, а также заметила, что игроку окажется крайне сложно флиртовать с женскими персонажами и сформировать женский гарем. Редакция PC Powerplay заметила, что возможность «девиантных повадок» у симов, таких как гомосексуальность, вызовет определённое раздражение у консерваторов, и с сарказмом заметила, что им пора выступить против этого, как произошло ранее с GTA.
The Sims признавалась сенсационной в том числе и благодаря возможности заводить однополые отношения, на тот момент она была единственной игрой, позволяющей отыгрывать однополую любовь. Тем не менее игра и не избегала критики со стороны гей-активистов, указывавших на то, что разработчики как бы умалчивали об этой возможности, исключая однополые отношения из любых промо материалов и не позволяя симам одного пола жениться, таким образом поддерживая институциональную гомофобию. Также активисты указывали на спорность игровой механики, где все симы по умолчанию бисексуальны. По мнению активистов, игра таким образом проталкивала поддерживаемый гомофобами миф о том, что сексуальные предпочтения не инстинктивны, a являются жизненным выбором человека.
Большинство критиков отрицательно отнеслись к графике игры, назвав её морально устаревшей и требующей неоправданно большого объёма оперативной памяти компьютера, что вызывает задержки в игре, особенно на слабых компьютерах и если в игре есть участок с большим домом. Журналист из IGN назвал графику примитивной, однако заметил её явное наследие игры SimCity 3000; в результате образуется впечатление, что если бы во второй игре была возможность масштабировать город до тех размеров, чтобы наблюдать за персонажами, то они бы были похожи на The Sims. Критик сайта Action Trip разочаровался в графике. Однако обозреватель Absolute Games, наоборот, похвалил игру за её детализированную графику, признав, однако, что многие игроки будут вынуждены понижать графические характеристики в игре, чтобы она не висла. В качестве недостатков упоминалось обилие недоработок. Отдельно редакция журнала EDGE раскритиковала The Sims за недостаток разнообразия форм тела, заметив, что почти все персонажи являются стройными. В частности только тонкие женские персонажи могли носить сексуальные наряды и только мускулистые мужские персонажи могли носить топлесс.

## Популярность и влияние

### Продажи и рейтинги
После выхода The Sims мгновенно стала бестселлером и в течение более, чем года возглавляла игровые чарты, а в течение четырёх лет постоянно удерживалась среди самых продаваемых игр в северной Америке. Уже к маю 2000 года было продано миллион копий игры, а к концу года это было уже 1.8 миллионов копий, что сделало The Sims самой продаваемой игрой в США. В январе 2001 года было продано три миллиона копий, апрелю 2001 это уже было четыре миллиона. В итоге The Sims Также стала самой продаваемой игрой в 2001 году, а к концу года было продано уже 8 миллионов её копий. Игра также была самой продаваемой в 2002 и 2003 годах. The Sims уступила лишь впервые своё первенство в чартах игре Pool of Radiance: Ruins of Myth Drannor в октябре 2001 года. По состоянию на конец 2003 год большинство всех копий купленных компьютерных игр были копиями The Sims и её дополнений. В этот временной период до половины игр в чартах самых продаваемых игр на ПК занимала The Sims с её дополнениями..
Уже к марту 2001 году The Sims стала самой продаваемой игрой в истории, обойдя рекорд проекта Myst

. По оценкам Нейла Янга, ещё тогда главного руководителя Maxis, продажи The Sims в 2000 году составляли от 6 % до 10 % всего программного обеспечения. Было продано более 9 миллионов копий игры без учёта её дополнений.
Игра получила премию игры года от Macworld, также данное звание присудила редакция журнала PC Powerplay. Журнал Game Informer поставил The Sims на 80-е место в списке 100 лучших игр в истории, редакция сайта GameSpot также назвала The Sims одной из величайших игр в игровой индустрии, а сайт IGN поставил игру на 22 место в списке величайших игр, отметив, что The Sims стала феноменом — плодом безумия и фантазий разработчиков. Игра получила ряд премий, в частности от журнала Games как лучшая игра 2001 года, от игрового сайта GameSpot как лучшая игра для ПК 2000 года, от Академии интерактивных искусств и наук в 1999 году и Избранную премию разработчиков игр в 2000 году. Игра положила начало франшизе The Sims, игры которой продолжают выпускаться по сей день.

### Фанатская аудитория
Почти сразу же после выхода игры, вокруг неё образовалась своя преданная фанатская аудитория. Они создавали фанатские сайты, группы по интересам, чат-комнаты и виртуальные доски объявления. Интернет опросы показывали, что в среднем игроку The Sims было 20 лет, другой опрос показал, что возраст 37 % игроков был от 13 до 17 лет, 28 % — от 18 — 24 лет, 23 % — от 25 до 34 лет и 12 % — старше 34 лет. Уилл Райт в своём интервью признался, что сначала считал количество фанатских сайтов, посвящённых The Sims, но сбился со счёта примерно на 600-м числе. Такая колоссальная и только возрастающая со временем популярность игры объяснялась тем, что The Sims собрала вокруг себя аудиторию, не увлекающуюся традиционными играми. В итоге симулятор жизни стал монополистом своего жанра, а её аудитория со слов Райта «лишена возможности переключиться на другую игру, в отличие от игрока условного шутера». Успех игры также обусловлен её крайней гибкостью игрового процесса, позволяя игроку например издеваться над симами или же ориентироваться на домашний быт, изучение возможностей симуляции, приключения или увлечение дискотеками. Помимо прочего в игре царит свобода отношений, позволяя практиковать однополые отношения или даже полигамию, но со своими рисками.
Многочисленные поклонники стали создавать любительские сайты и форумы, на которых публиковали дополнительные материалы к игре. Всего по примерным оценкам к The Sims было создано более 50,000 пользовательских объектов. Игра стала привлекать художников. Разработчики поддерживали мододелов и по крайне мере никогда не препятствовали их деятельности. Ещё до начала выпуска игры, разработчики начали культивировать фанатскую аудиторию, ориентируясь на фанатов SimCity, организуя виртуальные мероприятия на своём сайте, а также выпустив ряд инструментов по созданию пользовательского контента, который в итоге был впервые создан ещё до выпуска игры. Только на момент выхода игры, в интернете уже работало около 50 фанатских сайтов, было активно 40 дизайнеров, создающих пользовательский контент и 50,000 людей, скачивающих данный контент. По данным на 2001 год, около 80 % материала к The Sims было создано пользователями. Особо популярной категорией пользовательского контента были скины персонажей — часто это были копии известных личностей или супергероев. По словам Уилла Райта, он лично был очень рад этому и вместе с некоторыми разработчиками скачивал материалы для того, чтобы опробовать их в игре. В 2004 году сообщество фан-сайта Simslice создало одно из самых оригинальных расширений, которое позволяло в игре при наличии дополнения Livin' Large строить на участке миниатюрный город SimCity 3000, где в роли градоначальника выступал управляемый сим.
Нелинейность игрового процесса также позволяла игроками образовывать собственные сценарии развития событий. Игроки публиковали созданные истории в виде комиксов, графических романов или машиним. К игре в итоге было выпущено нескольких сотен тысяч рассказов, романов и биографий. Чаще всего они представляли тексты, прикреплённые скриншотами из игры. Создатель Уилл Райт утверждал, что некоторые истории поспорили бы по качеству с настоящими новеллами. Maxis также организовывала конкурс на создание лучшей истории.
В мае 2000 года, после очередного обновления игры, возникла системная ошибка, ставшая причиной массовой гибели персонажей, из-за которой сим после укуса домашней морской свинки умирал на месте. Игроки на форуме сайта стали оставлять тысячи гневных комментариев, грозясь сдать копии игры обратно в магазины. В результате разработчики в срочном порядке выпустили обновление, исключающее возможность летального исхода от укуса
. В 2001 году немецкой игровой студией X Media Publishing были выпущены неофициальные дополнения к The Sims, в чей состав вошло большое количество «украденного» у независимых создателей пользовательского контента. В результате вспыхнувших споров дополнение было запрещено к продаже.

### Демография игроков
В результате исследований была выявлено, что женщины составляют более половины всех игроков, в основном это девушки от 13 до 19 лет. Игра заинтересовала широкую демографическую аудиторию женщин, девочек, людей старшего возраста и в целом тех, кто не интересуется компьютером. Разработчики столкнулись с ситуацией, когда множество опытных игроков-мужчин покупали копию игры The Sims, однако очень быстро теряли интерес к ней, и впоследствии в The Sims начинали играть их подруги или родственницы, далее игрой также интересовались уже остальные родственники геймера или его подруги/сестры, привлекая взрослых или пожилых игроков, предпочитающих проводить совместные с внуками игровые сеансы. Таким образом, популярность игры среди женщин стала ключевым фактором феноменального успеха The Sims. EA Games удалось найти новую игровую аудиторию. The Sims также привлекала другие необычные для своего времени демографические категории игроков, например матерей-домохозяек старше 45 лет. The Sims стала фактически первой массовой игрой для ПК, ориентированной на игровую аудиторию, не являющуюся частью субкультуры геймеров.
Шэрон Найт, вице-президент Europe Online, связывает успех The Sims именно с женской аудиторией, для которой уделяется слишком мало влияния в индустрии видеоигр; большинство игр в тот момент делалось для мужчин, в то время как игр класса А, нацеленных на женщин, фактически не было, поэтому женщин-игроков так привлекла The Sims и её продолжения.
Популярность игры среди женщин также объясняется тем, что The Sims бросила вызов устоявшимся гендерным стереотипам в видеоиграх, отводя женским персонажам женщинам такую же важную роль, что и мужским персонажам. The Sims стала для многих геймеров первой в их жизни игрой, где, играя за мужских персонажей, они могли избегать какого либо насилия, при этом получая удовольствие от геймплея. Одновременно The Sims доказала, что женщины также могут массово увлекаться компьютерными играми.

### Влияние
The Sims была признана игровым феноменом 2000 года, приложением-убийцей, классикой, культурным феноменом, преодолевшей половой барьер, одной из главных причин массового роста доли женщин среди игроков компьютерных игр за последние пять лет, в том числе и благодаря появлению онлайн-игр. The Sims также отражала тенденцию роста популярности казуальных игр вне рейтинга «Mature» и игр как массового продукта, предназначенного для широкой аудитории и казуальных игроков. The Sims резко выделялась на фоне остальных игр-блокбастеров (как правило, с обилием элементов насилия), предназначенных для мужской аудитории. За симулятором жизни закрепился статус первой игры-бестселлера для женщин. Игра также одной из первых доказала важность казуальных игроков для игровой индустрии. The Sims помимо прочего стала одной из первых игр с возможностью формировать гомосексуальные отношения, да и в целом первой американской игрой, где виртуальные отношения играют одну из главных ролей в игровом процессе. До этого виртуальные отношения предлагали многочисленные японские графические романы, но не вызывавшие особого интереса на западном рынке. Из-за вышеописанных фактов The Sims вызывала особый интерес у прессы и СМИ. По мнению редакции The Gamer, The Sims принято рассматривать как самую сложную игру в серии из-за несбалансированной механики удовлетворения потребностей.
Сама The Sims возникла при случайных обстоятельствах, так как игровые издательства на тот момент диктовали строгие правила относительно того, как и для кого должны были разрабатываться компьютерные игры. The Sims стала исключением из этого правила, так как её создатель Уилл Райт имел возможность воплотить личное видение дизайна игры. Такой свободой обладают только разработчики инди-игр. The Sims и её сиквелы предопределили жанр симулятора жизни, хотя игры, обладающие элементами такого жанра появлялись ещё с конца 1980-х годов.
The Sims пародировалась в нескольких шоу, например, в 16 серии 3 сезона «Малкольм в центре внимания», где главный герой попадает в виртуальный мир The Virts, являющейся аллюзией на The Sims. В другом сериале — «Холм одного дерева» в 18 серии 6 сезона показано, что персонаж по имени Джемми Скотт создаёт с помощью The Sims идеальный мир, где его знакомая Квентин Филдс ещё жива, а Кейт Скотт хорошо ладит со своим братом Дэном (который в реальности лежит в больнице, ожидая пересадки сердца).
В октябре 2000 года в галерее государственного университета штата Аризона прошла выставка картин Джона Хаддока, созданных с помощью фотошопа, которые демонстрировали разные исторические события США. При создании своих работ художник вдохновлялся The Sims, в частности, пространство в картинах полностью изометрично. В 2012 году Нью-Йоркский музей современного искусства решил добавить в свою коллекцию 14 видеоигр, среди которых есть The Sims. Данные игры, по мнению сотрудников музея, являются примерами выдающегося интерактивного дизайна, а 5 мая 2016 года The Sims наряду с Grand Theft Auto 3, The Legend of Zelda, The Oregon Trail, Sonic the Hedgehog и Space Invaders попала в зал славы в Национальном музее игр.
В 2015 году компания IKEA в качестве декораций для полок использовала DVD-упаковки с вымышленными играми для игровой приставки «BeatBOX 0.1». Среди них также была игра под названием The Pimps, являющейся аллюзией на The Sims.

### Научный интерес
The Sims отличается тем, что её основную аудиторию составляют женщины. Изучение присутствия женщин в видеоиграх показывает, что они особенно заинтересованы в игре, которая включает социальные отношения между персонажами и возможность принимать нестандартные решения, а не следовать конкретному сценарию, как правило, ориентированному на игроков-мужчин. Идея реалистичности и ненасилия также может быть ключевым фактором популярности The Sims у женских игроков, а также широкие возможности для персонажа-женщины в игре наравне с персонажем-мужчиной, в то время как подавляющее большинство современных игр предлагают играть только за мужского персонажа, а женщин выставляет гиперсексуальными, что отталкивает многих потенциальных женских игроков. Если в игре женские персонажи представлены в разнообразных образах и ролях наравне с мужскими персонажами, то такая игра как правило наоборот заинтересовывает игроков-женщин, как показывает опыт с игрой Arcanum: Of Steamworks and Magick Obscura.
Возможность строить здания и обставлять мебелью комнаты привело к тому, что люди, играющие в The Sims в общем стали проявлять повышенный интерес к интерьеру и дизайну. В течение нескольких лет после выхода игры в США, рост народного интереса к дизайну и интерьеру можно было наблюдать среди подростков, 40 % из которых желали провести изменения в интерьере своей комнаты. Автор исследования считает, что возможность без финансовых ограничений обустраивать свой дом мечты неизбежно приводит к тому, что игроки сталкиваются с последствиями ошибочной или плохой планировки в The Sims, однако это позволяет человеку в будущем более рационально подойти к обустройству своего дома или квартиры в реальной жизни.